# Йенс Петерсен
Йенс Петерсен (на немски: Jens Petersen) е немски писател и лекар, автор на романи и разкази.

## Биография
Йенс Петерсен е роден в Пинеберг, провинция Шлезвиг-Холщайн. Следва медицина в Мюнхен, Лима, Ню Йорк, Флоренция и се установява като лекар в Цюрих.
Публикува журналистически текстове и разкази в различни антологии на детско-юношеската литература. Излезлият през 2005 г. негов дебютен роман „Домашната помощница“ („Die Haushälterin“) е получава множество отличия, сред които литературната награда „Аспекте“ и Баварската награда за подпомагане на изкуството. За откъс от романа „Докато смъртта...“ („Bis dass der Tod“) през 2009 г. е удостоен с престижната награда „Ингеборг Бахман“.
Йенс Петерсен живее и работи в Цюрих.

### Роман
- Die Haushälterin, 2005, 2007

### Разкази
- La Marocaine in: Jacques van Schalkwyk (Hrsg.): Schall und Rauch, 2002
- Ehrentraud in: Christine Knödler (Hrsg.): Ohne Netz: Geschichten vom allerersten Mal, 2003
- Eine Begegnung in: Uwe-Michael Gutzschhahn (Hrsg.): Schöner als Fliegen, 2004
- Im Auge des Jägers in: Christine Knödler (Hrsg.): Engel nebenan: Geschichten zwischen Himmel und Erde, 2006
- Torpedo auf sechs Uhr in: Christine Knödler (Hrsg.): Der Geschichtenkoffer für Schatzsucher, 2006
- Wamba und das Boot in: Christine Knödler (Hrsg.): Geschichtenkoffer für Glückskinder, 2007
- Je t’aime beaucoup in: Uwe-Michael Gutzschhahn (Hrsg.): An einem anderen Ort, 2007
- Bis dass der Tod. Auszug aus einem Roman in: Ijoma Mangold (Hrsg.): Die Besten 2009: Klagenfurter Texte, 2009

## Награди и отличия
- 2003: Literaturstipendium der Stadt München
- 2005: „Литературна награда „Аспекте““
- 2005: Bayerischer Kunstförderpreis
- 2005: „Кранихщайнска литературна награда“ поощрение
- 2007: „Евангелистка награда за книга“
- 2009: „Награда Ингеборг Бахман“
- 2009: Werkjahr der Stadt Zürich